# Андрущуки
Андрущуки — хутір, нині у складі села Старий Вишнівець Збаразького району Тернопільської області.
Назва хутора походить від прізвища першопоселенця Андрощука.

## Історія
Хутір відомий від кінця 1920-х років.
З 1940 року належало до Старовишнівецької сільської ради Вишнівецького району. Виключений з облікових даних у зв'язку з переселенням мешканців на хутір Кухаруки, який згодом приєднаний до села Старий Вишнівець. 1952 року на хуторі було 3 двори і 13 мешканців.